# Рајко Кушић (пуковник)
Рајко Кушић (Борике, 21. септембар 1954) je пензионисани пуковник Војске Републике Српске, некадашњи командант Рогатичке лаке бригаде. Указом председника Републике Српске одликован је Орденом Милоша Обилића за храброст и Орденом Његоша првог реда.

## Биографија
Пуковник Рајко Кушић рођен је 21. септембра 1954. године на Борикама код Рогатице.
Осмогодишњу школу завршио је у родном селу и као одличан ученик уписао се у машинску техничку школу у Горажду. Уз школовање активно се бавио спортом, посебно борилачким вештинама. По свршетку средње школе, запослио се у Творници пречистача у Рогатици. Деведесетих година учланио се у Српску демократску странку БиХ и у два наврата биран је у Главни одбор странке. Пре почетка грађанског рата у БиХ јавио се као добровољац за војну обуку и усавршавање у касарнама ЈНА у Сарајеву, Пазарићу и Панчеву.
По повратку у родни крај формирао је паравојну јединицу која је, услед све извесније ратне опасности, требало да заштити локално српско становништво у Рогатици, али и у ширем рејону Подриња. Након што је ЈНА у мају 1992. напустила БиХ, ставио се на располагање новооснованој Војсци Републике Српске и постављен је за команданта Рогатичке лаке бригаде. На тој одговорној функцији остао је до окончања рата, односно до распуштања ВРС.
Под његовом командом, на предлог Главног штаба ВРС, бригада је одликована Орденом Немањића. За осмогодишње ангажовање у одбрани српског народа и стварању Републике Српске указом председника Републике Српске одликован је Орденом Милоша Обилића за храброст и Орденом Његоша првог реда.

### Оптужница за ратне злочине
Суд БиХ је 12. новембра 2014. године подигао оптужницу, а 3. априла 2015. и потврдио исту, против пуковника Рајка Кушића за злочин против човјечности почињен од 1992. до 1995. на подручју Рогатице.
Поступак је још увјек у току.